# تپه اطراف شهر سوخته ۳۰۰
تپه اطراف شهر سوخته شماره ۳۰۰ مربوط به هزاره سوم قبل از میلاد است و در شهرستان زابل، بخش شیب آب، دهستان لوتک، روستای حومه شهر سوخته، ۱۶/۸۰۰ کیلومتری جنوب پایگاه باستان‌شناسی شهر سوخته واقع شده و این اثر در تاریخ ۲۳ بهمن ۱۳۸۵ با شمارهٔ ثبت ۱۷۲۹۶ به‌عنوان یکی از آثار ملی ایران به ثبت رسیده است.